# Gyragathis
Gyragathis es un género de himenópteros apócritos parasitoides de la familia Braconidae. Contiene 4 especies:

## Especies
- Gyragathis angulosa
- Gyragathis daanyuanensis
- Gyragathis parallelus
- Gyragathis quyi